# Luigi Concas
Luigi Concas (Pola, 10 maggio 1931 – Cagliari, 25 luglio 2021) è stato un avvocato italiano penalista, cassazionista e docente universitario italiano presso l’Università degli Studi di Cagliari. Conosciuto come “Il professore”, per la sua lunga attività di docenza, è stato una delle toghe sarde più conosciute anche fuori dall’isola.

## Biografia
Nato a Pola, Luigi si laureò in giurisprudenza con una tesi di diritto amministrativo, conseguendo il massimo dei voti e la lode, precisamente nel giugno 1953. Nel 1955, iniziò ad esercitare la professione di avvocato, iscrivendosi poi all’albo dei cassazionisti nell’ottobre 1967. Durante la sua lunga carriera, si occupò di decine di celebri casi: dalle vicende dell’Anonima sequestri, al suicidio del giudice istruttore Luigi Lombardini, fino alla sparizione di Gianfranco Manuella, avvocato cagliaritano misteriosamente scomparso il 22 aprile 1981 e mai più ritrovato.
Giurista dall’approfondita impostazione accademica ed enciclopedica, Concas viene considerato un decano dell’avvocatura sarda, tra i più noti ed autorevoli del Foro di Cagliari. Per quanto riguarda la sua carriera da docente universitario, Luigi conseguì la libera docenza in diritto penale nel 1963, poi confermata nel 1969. Insegnò dapprima “Istituzioni di diritto e procedura penale” presso la facoltà di Scienze Politiche dell’Università di Cagliari e successivamente “Diritto penale” presso la facoltà di Giurisprudenza. Per diversi decenni, ha formato e fatto crescere intere generazioni di studenti, molti dei quali diventati poi avvocati, giudici e giornalisti. Sempre per gli studenti, Luigi stampò diverse dispense, richiamate anche in taluni manuali. In particolare, nell’anno accademico 1979/80, queste riguardavano gli aspetti penalistici della Legge sull’interruzione della gravidanza.
Relatore in numerosi convegni in Italia e all’estero, Luigi Concas è autore di varie pubblicazioni del settore forense. Nello specifico, curò la voce “Condanna”, per Enciclopedia Giuridica Treccani (Roma, 1988), e la voce “Scriminanti”, presente nel Novissimo Digesto Italiano (Torino, 1960) alla pagina 796.  Inoltre, collaborò commentando gli articoli 5, 47, 48, 641, 643, 644, 644 ter, 648, 648bis, 648 ter, 648 quater e 649 del Codice penale, al Commentario al Codice penale, a cura di Mauro Ronco e Salvatore Ardizzone (Utet, 2003).
Infine, parallelamente alla carriera forense e universitaria, Concas ricoprì diversi incarichi prestigiosi all’interno del panorama politico-sociale del capoluogo sardo. Dal 1982 al 1983, ad esempio, rivestì la carica di presidente del Consiglio dell’Ordine degli avvocati di Cagliari. Inoltre, fu uno dei membri del Consiglio direttivo della Rivista Giuridica Sarda, presidente del Lions Club di Cagliari, tra il 1969 e il 1970, consigliere comunale a Cagliari e presidente del Comitato Sardegna dell’AIRC, Associazione italiana per la ricerca sul cancro, nel 2008.

## Opere
- Abuso delle attribuzioni e reati elettorali dei ministri del culto, in Rivista Italiana di diritto penale, Padova, Cedam, 1955.

- Errore professionale e colpa del medico, in Archivio penale, 1957.
- La potestà normativa penale delle Regioni, Atti del terzo convegno di studi giuridici sulla Regione, Cagliari e Sassari, 1-6 aprile 1959.
- La garanzia penale del segreto istruttorio, Milano, Giuffrè, 1963.
- Riflessioni sul furto per ischerzo, in Rassegna giuridica Sarda, 1964.
- I delitti qualificati da un’offesa aberrante, in Studi Economico Giuridici, vol. XLIV, Tomo I, a cura della Facoltà di giurisprudenza dell’Università degli Studi di Cagliari, Padova, Cedam, 1966.
- Delitti dolosi aggravati da un evento non voluto e tentativo, in Rivista italiana di diritto e procedura penale, Milano, Giuffrè, 1967.
- Rilevanza penale della territorialità e principio di uguaglianza, in Giurisprudenza Costituzionale, Milano, Giuffrè, 1969.
- Circostanze del reato ed elementi specializzanti costitutivi, in Archivio penale, 1974.
- Il partito politico come soggetto passivo del delitto di diffamazione, in Rivista penale, 1979.
- Inottemperanza al giudicato amministrativo e omissione di atti d’ufficio, in Rivista amministrativa, Atti del convegno di Cagliari, 19-20 dicembre 1981.
- La sospensione condizionale della pena dopo la legge 24 novembre 1981, n. 689 di modifiche al sistema penale, Cagliari, 15-16 ottobre 1982, (relatore) Atti del Convegno su La legge 24 novembre 1981, n. 689 di modifiche al sistema penale – profili teorici e pratici, Cagliari, CUEC, 1983.
- Il nuovo sistema delle circostanze, in Cassazione penale, 1984.
- Profili penali dell’abuso degli ausili finanziari pubblici alle imprese, Atti del convegno a cura del Centro Internazionale di studio giuridici sul tema Il finanziamento dell’impresa e relative garanzie, Monza, 5-7 giugno 1986.
- Commento al D.P.R.  16.12.1986 n. 865 – Concessione di amnistia e indulto, in Legislazione penale, 1987.
- Riflessioni sulla applicabilità dello statuto penale della pubblica amministrazione ai dipendenti dell’Enel, Atti del convegno di studi sul tema “I servizi pubblici essenziali fra interesse generale e diritti dell’utente” di Porto Conte 1988, Milano, Giuffrè, 1989.
- Regime sanzionatorio delle evasioni IVA sulle importazioni comunitarie e sugli scambi interni: una “sproporzione” corretta per merito della Corte comunitaria, in Rivista Giuridica Sarda, 1990.
- Brevi note sul passato e sul futuro del peculato d’uso, in Rivista Giuridica Sarda, 1990.
- Brevi riflessioni sui rapporti tra peculato per distrazione e le nuove figure di abuso d’ufficio, in Rivista Giuridica sarda, 1991.
- La presunta “inammissibilità” del giudizio abbreviato per i delitti punibili con l’ergastolo, in Rivista Giuridica sarda, 1991.
- Meccanismi di diffusione della corruzione nelle amministrazioni pubbliche, in Quaderni della Scuola a fini speciali della Pubblica Amministrazione e Governo locale, Nuoro, 1992.
- Le disposizioni penali e disciplinari del codice della navigazione, Atti del convegno “Il cinquecentenario del codice della navigazione”, Cagliari, 28-30 marzo 1992.
- Ancora sulla presunta inammissibilità del giudizio abbreviato per i delitti punibili con l’ergastolo, in Rivista Giuridica Sarda, 1992.
- La conversione della pena pecuniaria: un equilibrio ristabilito dalla Corte costituzionale, in Rivista Giuridica Sarda, 1995.
- Appunti sui rapporti tra diritto comunitario e diritto penale italiano, in Rivista Giuridica Sarda, 1995.
- L’errore sui doveri militari, Atti del convegno promosso dal Consiglio Superiore della Magistratura Militare su “Il diritto penale militare nella recente giurisprudenza della Corte di cassazione”, Firenze, 22-24 marzo 1996.
- Sanzioni sostitutive e reati militari, in Rivista Giuridica Sarda, 1997.
- L’area del silenzio, in Società Sarda, Periodico di nuovo impegno, Castello, 1998.
- Reati minorili e condizioni ostative alla sostituzione della pena detentiva, in Rivista Giuridica Sarda, 1998.
- I controversi limiti del giudizio abbreviato per i delitti punibili con l’ergastolo tra interpretazione e riforma, in Rivista Giuridica Sarda, 2000.
- La estinzione degli effetti penali della sentenza che applica la pena su richiesta delle parti, in Scritti in memoria di Lino Salis, Studi Economico Giuridici, Università di Cagliari, Torino, Giappichelli, 2000.
- Giudizio abbreviato e delitti punibili con l’ergastolo, in Rivista Giuridica Sarda, 2001.
- Le sanzioni sostitutive dopo la legge 12 giugno 2003, n. 134, in Rivista Giuridica Sarda, 2003.
- Diritto Europeo e diritto penale: un rapporto complesso, in La Giustizia penale nella Convenzione – La tutela degli interessi finanziari e dell’ambiente nell’Unione Europea, Francesca Ruggieri (a cura di), Milano, Giuffrè, 2003. ISBN 8814107769
- Normes pénales d’incrimation: leur valeur, in Les dèlits financiers dans la legislation europèenne l’olaf et la rèparation du dommage, Bruxelles, Bruylant, 2007. ISBN 978-2-8027-2359-2
- La circolazione abusiva di autoveicolo sottoposto a sequestro amministrativo in base al codice della strada: delitto o illecito amministrativo?, in Rivista Giuridica Sarda, 2008;
- La irretroattività della confisca per equivalente prevista per i reati tributari, in Rivista Giuridica Sarda, 2009.

## Convegni e conferenze
- VIII Congresso AIDP, Les problemes poses par la publicite donnee aux actes criminels et aux procedures pénales, Lisbona, 1961 (intervento).
- XI Congresso Nazionale Giuridico Forense, Principi di un nuovo ordinamento professionale. Segreto professionale e rapporti con i moderni mezzi di informazione, Cagliari, 23-29 settembre 1971 (relatore).
- XI Congresso Internazionale di Diritto Penale - AIDP, Budapest, 9-15 settembre 1974.
- Segreti e prova penale, Ferrara, 30 giugno - 2 luglio 1978 (relatore sul tema Segreto professionale e segreto d’ufficio).
- VI Conferenza Internazionale Associazione internazionale Giuristi Italia-USA, New Orleans (Louisiana), 8-10 settembre 1983 (relatore sul tema Il terrorismo visto da un avvocato e professore universitario).
- I congresso nazionale dei magistrati militari, Depenalizzazione e decriminalizzazione nel diritto penale militare, Bari, 18-20 novembre 1983 (relatore).
- Le disposizioni penali e disciplinari del codice della navigazione, Cagliari, 28-30 marzo 1992 (relatore sul tema Il cinquecentenario del codice della navigazione).
- IV Congresso Nazionale di Diritto Penale – AIDP, Diritto penale, diritto di prevenzione e processo penale nella disciplina del mercato finanziario, Saint-Vincent, 24-26 giugno 1994.
- XV Congresso Internazionale di Diritto penale, Rio de Janeiro, 4-10 settembre 1994.
- XVI Congresso Internazionale di Diritto Penale – AIDP, Budapest, 5-11 settembre 1999.
- III simposio di Studi Les délits financiers dans la législation européenne. L’olaf et la reparation du dommage, a cura dell’UAE (Unione degli Avvocati Europei), Erba (Como), 21-22 aprile 2006 (relatore sul tema Normes pénales d’incrimation: leur valeur).
- Convegno Giuridico Internazionale a cura dell’Associazione Internazionale Giuristi Italia – U.S.A., La sicurezza del cittadino nella quotidianità (nelle case e nelle strade): esperienze e rimedi in Italia e negli U.S.A., Riva del Garda, 17-20 aprile 2008 (relatore di sintesi).